# Relaciones Marruecos-México
Las naciones de Marruecos y México establecieron relaciones diplomáticas en 1962. Ambas naciones son miembros del G24 y de las Naciones Unidas.

## Historia
En abril de 1956, Marruecos obtuvo su independencia de Francia. En 1961, el presidente mexicano Adolfo López Mateos envió una delegación presidencial de buena voluntad, encabezada por el Enviado Especial Alejandro Carrillo Marcor y el Delegado José Ezequiel Iturriaga, para visitar Marruecos y allanar el camino para el establecimiento de relaciones diplomáticas entre ambas naciones. El 31 de octubre de 1962, México y Marruecos establecieron relaciones diplomáticas, seis años después de que Marruecos se independizara de Francia.
Las relaciones entre las dos naciones al principio permanecieron cordiales sin que se celebraran acuerdos bilaterales significativos importantes, sin embargo, las relaciones entre las dos naciones se hicieron bastante escarchadas después de que México reconoció el derecho a la autodeterminación y estableció relaciones diplomáticas con el República del Sáhara Occidental en 1979.
En 1990, México estableció una embajada en Rabat lo cual que fue inaugurado por el secretario de Relaciones Exteriores de México, Fernando Solana Morales. En 1991, Marruecos abrió su embajada en la Ciudad de México donde originalmente había sido acreditada desde su embajada en Washington D. C., Estados Unidos.
En marzo de 2002, el Primer ministro marroquí Abderrahmane Youssoufi asistió al Consenso de Monterrey en la ciudad mexicana de Monterrey. En octubre de 2003, el rey Mohamed VI de Marruecos visitó México por primera vez en una visita privada al país. En noviembre de 2004, el rey Mohamed VI realizó una segunda visita oficial a México. En febrero de 2005, el presidente mexicano Vicente Fox realizó una visita oficial a Marruecos, fortaleciendo así las relaciones entre las dos naciones.
En enero de 2009, el ministro de Relaciones Exteriores de Marruecos Taieb Fassi-Fihri, realizó una visita a México. Posteriormente, en diciembre del mismo año, la entonces secretaria de Relaciones Exteriores de México, Patricia Espinosa, visitó Marruecos. Ambas giras de trabajo permitieron analizar las relaciones bilaterales e intercambiar puntos de vista sobre varios asuntos del ámbito regional, internacional y multilateral.
En 2016, se firmó un convenio de cooperación interinstitucional entre la Universidad Nacional Autónoma de México y la Universidad Abdelmalek Essaâdi de Marruecos, con el fin de promover el intercambio de académicos y estudiantes y realizar investigaciones científicas conjuntas. En diciembre de 2018, el secretario de Relaciones Exteriores de México, Marcelo Ebrard, realizó una visita a Marruecos para asistir a la Conferencia Intergubernamental sobre el Pacto Mundial para la Migración en Marrakech.
En 2024, ambas naciones celebraron 62 años de relaciones diplomáticas.

## Visitas de alto nivel
Visitas de alto nivel de Marruecos a México
- Ministro de Relaciones Exteriores Abdellatif Filali (1991)
- Primer ministro Abderrahmane Youssoufi (2002)
- Rey Mohamed VI de Marruecos (2003, 2004)
- Ministro de Relaciones Exteriores Mohamed Benaissa (2007)
- Ministro de Relaciones Exteriores Taieb Fassi-Fihri (2009)

Visitas de alto nivel de México a Marruecos
- Enviado Especial Alejandro Carrillo Marcor (1961)
- Delegado José Ezequiel Iturriaga (1961)
- Secretario de Relaciones Exteriores Fernando Solana Morales (1990)
- Secretario de Relaciones Exteriores José Ángel Gurría (1995)
- Presidente Vicente Fox (2005)
- Secretaria de Relaciones Exteriores Patricia Espinosa (2009)
- Director general para África y Medio Oriente Jorge Álvarez Fuentes (2018)
- Secretario de Relaciones Exteriores Marcelo Ebrard (2018)

## Acuerdos bilaterales
Ambas naciones han firmado varios acuerdos bilaterales, como un Acuerdo de Cooperación General (1991); Acuerdo de Cooperación Educativa y Cultural (2004); Memorando de entendimiento para el establecimiento de un mecanismo de consulta en asuntos de interés mutuo (2004); Acuerdo de Cooperación Diplomática y Académica (2005); Acuerdo sobre Cooperación de Recursos Hidráulicos (2005) y un Acuerdo para Promover la Cooperación en la Modernización de la Administración Pública, Gobierno Abierto, Transparencia y Combatir la Corrupción (2008).

## Comercio
En 2023, el comercio bilateral entre ambas naciones ascendió a $653 millones de dólares. Las principales exportaciones de Marruecos a México incluyen: prendas de vestir, productos a base de sustancias químicas, circuitos electrónicos integrados, partes para motores, equipo eléctrico, partes y accesorios para vehículos de motor, semillas, frutas y esporas para sembrar; caña de azúcar, vidrio, plásticos, minerales y piedras preciosas, y artículos de hierro o acero. Las principales exportaciones de México a Marruecos incluyen: máquinas para procesamiento de datos, teléfonos y teléfonos móviles, plantas, pimientos y verduras secas; productos a base de sustancias químicas, tubos y tuberías de hierro o acero, tractores, partes y accesorios para vehículos de motor, cerveza y otras bebidas alcohólicas.
Empresas multinacionales mexicanas como FreshKampo, Grupo Bimbo y Orbia operan en Marruecos.

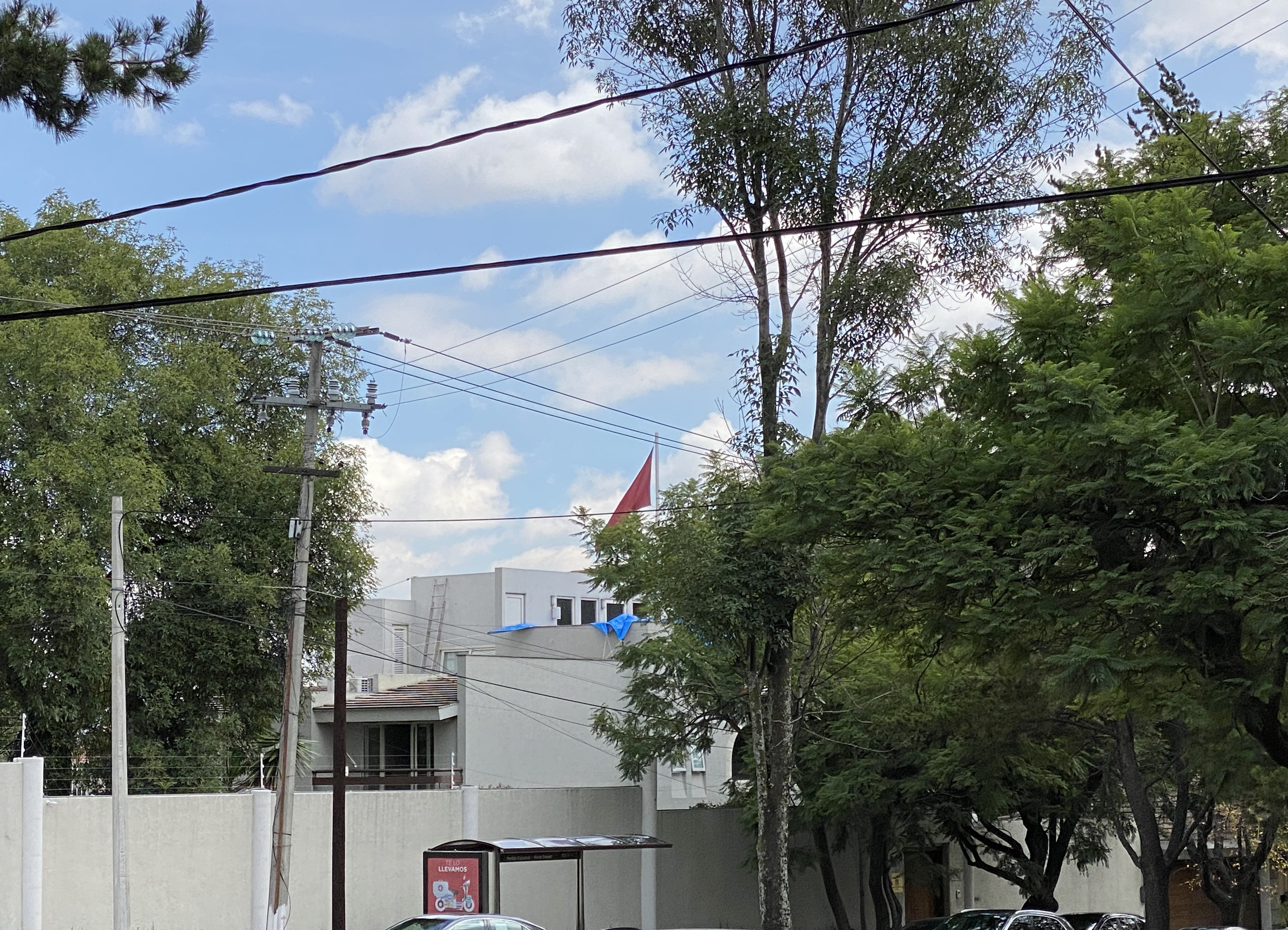
Embajada de Marruecos en la Ciudad de México

## Misiones diplomáticas residentes
- Marruecos tiene una embajada en la Ciudad de México.[13]
- México tiene una embajada en Rabat[14]